# Chiesa di Santa Maria Maddalena delle Convertite (Roma)
Santa Maria Maddalena delle Convertite era una chiesa di Roma, nel rione Colonna. Essa si trovava in via del Corso all'altezza dell'attuale civico 180, dove ora si trova Palazzo Marignoli.

## Storia

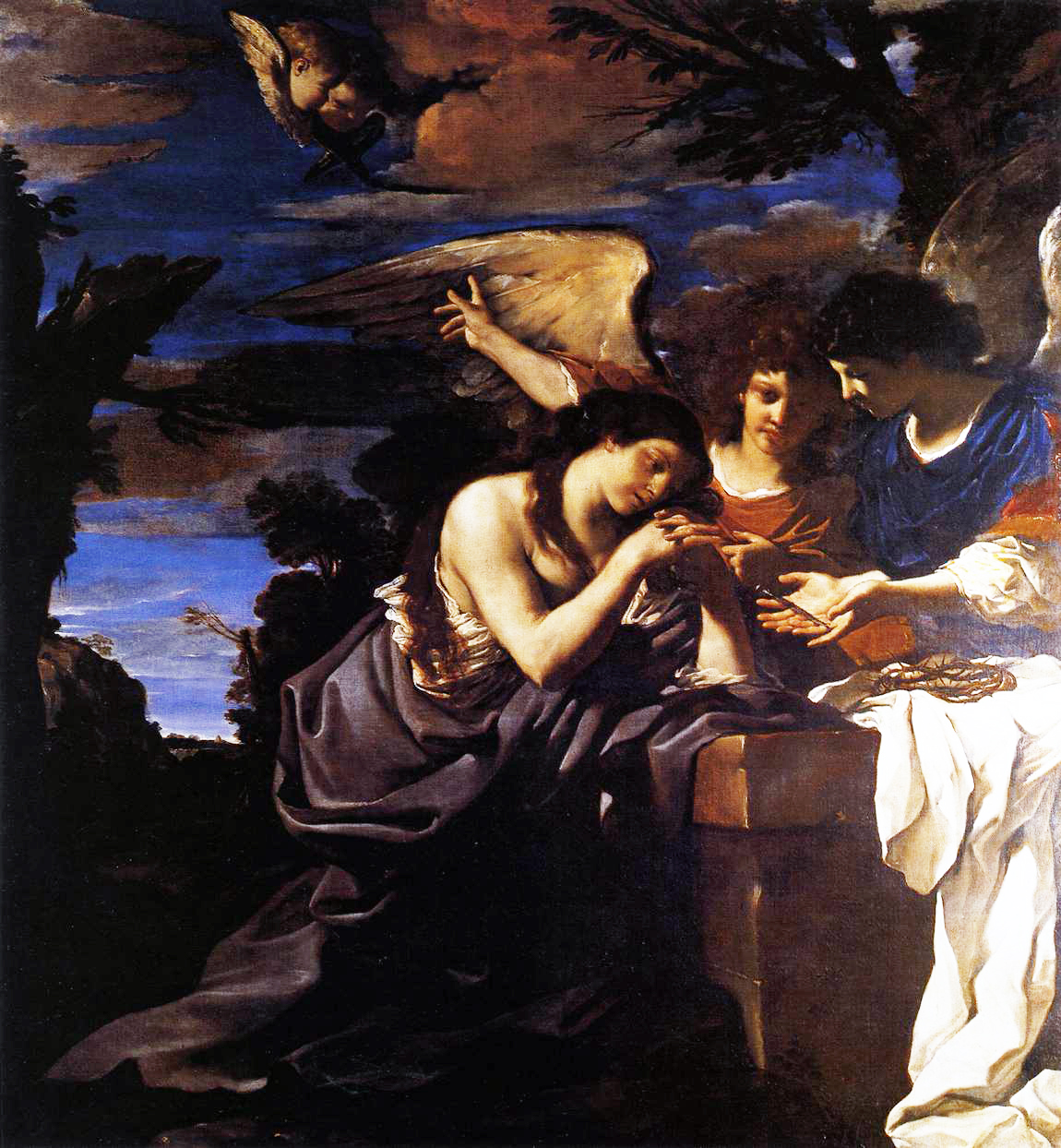
"Maddalena pentita", ora ai Musei Vaticani; per molti anni fu la pala d'altare della chiesa.

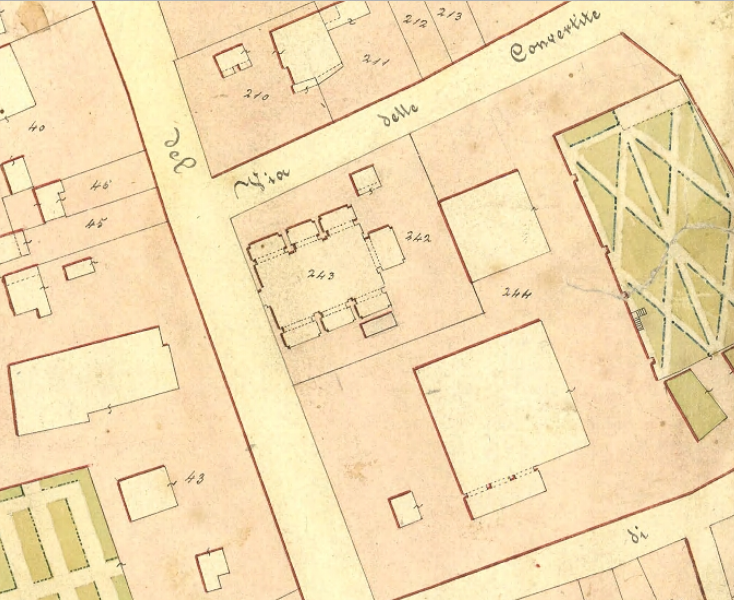
Particolare della mappa del Catasto gregoriano. La chiesa è indicata dalla particella 243.

Era in origine una chiesa parrocchiale medievale conosciuta come "Santa Lucia della Colonna" o "Sancta Lucia de Confinio"; con quest'ultimo nome è menzionata nel cosiddetto Catalogo di Cencio Camerario della fine del XII secolo; è citata per la prima volta in fonti nel 1228 e probabilmente più vecchia di almeno 200 anni.
Mariano Armellini, per esempio, fa riferimento ad una citazione nella biografia di papa Onorio II (r. 1124-1130), ma, secondo Christian Hülsen, si tratta di un errore e la chiesa menzionata sarebbe quella di Santa Lucia in Selci. Il punto è ancora contestato.
Nel 1520 papa Leone X la consegnò a una confraternita nota come "Compagnia della Carità", in modo che vi potesse essere fondato un monastero per le prostitute convertite, noto come ''Monastero delle Convertite''. La prostituzione è sempre stata tollerata sotto il governo papale a Roma e il più grande interesse è sempre stato nel cercare di convincerle a lasciare la professione (ignorando generalmente di chiedersi perché così tante l'avessero scelta). Un'ovvia alternativa era la vita religiosa, ma i monasteri richiedevano quasi sempre una dote o la verginità del proponente, o entrambe le cose. Per questo motivo, aveva un senso creare istituzioni specifiche per le ex prostitute.
In questo momento la dedica della chiesa fu cambiata da santa Lucia a Santa Maria Maddalena.
Le monache seguivano la Regola di sant'Agostino e furono conosciute come "Sorelle della Penitenza". Le prime sorelle della comunità non erano ex prostitute e venivano dalla chiesa di Santa Marta al Collegio Romano. Lì, Ignazio di Loyola, all'inizio del secolo, aveva fondato una piccola fratellanza per impedire alle donne sposate di integrare il loro reddito con la prostituzione, le cosiddette "malmaritane". L'iniziativa fu un fallimento, ma in ogni caso le monache erano idealmente qualificate per fornire al nuovo monastero un nucleo iniziale, ben consapevoli dell'impresa in cui si imbarcavano. Il progetto ebbe un enorme successo.
La chiesa fu ricostruita per il nuovo monastero nel 1585 da Carlo Maderno, ma l'intero complesso dovette essere completamente restaurato dopo un incendio nel 1617. L'architetto scelto per il restauro fu Martino Longhi il Giovane, e il patrocinatore principale fu donna Olimpia Aldobrandini. Nel 1603 il monastero ebbe le nuove costituzioni dal cardinale Aldobrandini, fratello di Donna Olimpia.
Dopo secoli di attività, il monastero fu chiuso dalle forze di occupazione francesi poco dopo il loro arrivo nel 1798.
Al momento della compilazione del Catasto gregoriano, tutto l'isolato (isola #34) era in parte proprietà dell'Accademia nazionale di San Luca e in parte di un privato.
Il terreno fu infine utilizzato nel 1878 per costruire Palazzo Marignoli.

## Descrizione

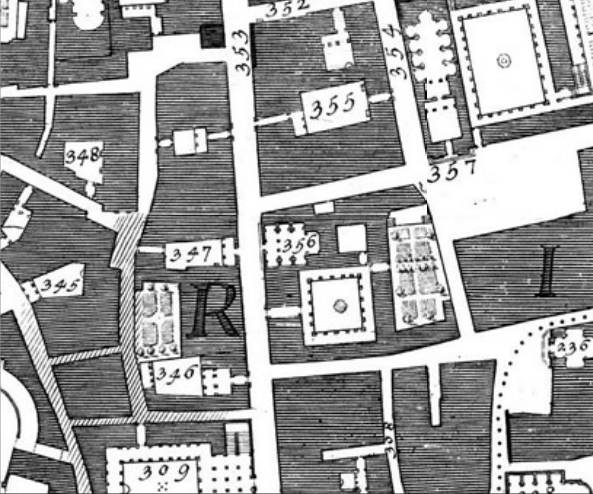
Particolare della Mappa del Nolli (1748); la chiesa è segnata con il numero 356. Tutto l'isolato è ora occupato dal 'Palazzo Marignoli'.

La chiesa si trovava sul lato sud dell'angolo tra 'via del Corso' e 'via delle Convertite', il cui nome conserva la memoria del monastero. Quando fu costruito il 'Palazzo Marignoli', il Comune di Roma colse l'occasione per ampliare la 'Via del Corso' arretrando la linea della facciata, che originariamente era allineata con quella degli edifici sul lato est di via poco più a nord all'angolo.
Per questo motivo, la maggior parte dello spazio della chiesa è oggi occupato dalla strada.
Il complesso era un monastero grande e prestigioso, che occupava un intero isolato delimitato da via del Corso, via delle Convertite, via San Claudio e piazza di San Silvestro. Le ali del monastero occupavano tre lati dell'isolato e il quarto, ad est (verso piazza san Silvestro), ospitava il giardino delle monache.
L'ingresso principale del monastero era su via del Corso, a sud della chiesa, e dava accesso a un chiostro con arcate su quattro lati e una fontana al centro. A nord di questo chiostro, ad est della chiesa, c'era un altro chiostro più piccolo.
Il presbiterio della chiesa aveva una pianta quasi quadrata ed era separato dalla navata rettangolare da un arco trionfale. Due pilastri per lato partivano la navata in tre campate che si aprivano in tre cappelle laterali. La prima campata era separata dal resto della chiesa da una ringhiera. Le suore erano tenute in uno stretto recinto e questa zona dietro la recinzione era probabilmente l'unica area accessibile al pubblico.

### Facciata

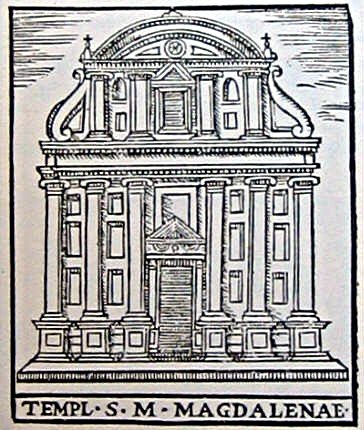
Facciata della chiesa in una incisione di Girolamo Franzini (1588).

La facciata di Carlo Maderno aveva un disegno a due piani, il primo con sei pilastri di ordine ionico che sostenevano una trabeazione con dentelli sia nell'architrave che nella cornice.
Questi pilastri poggiavano su alti plinti, ciascuno con un pannello quadrato rientrato. Tre pannelli rettangolari occupavano lo spazio tra i pilastri e l'unico ingresso aveva un elevato frontone triangolare.
Il secondo piano corrispondeva, nella pianta interna, solo allo spazio della navata. Era circa la metà dell'altezza del primo e aveva quattro robusti pilastri ionici che sostenevano un frontone segmentato con due archivolti con dentelli, uno dentro l'altro. Il timpano aveva un oculo. C'era anche una finestra rettangolare centrale con il suo frontone triangolare e, tra ogni coppia di lesene, c'erano due pannelli rientrati, uno con una parte superiore curva sopra l'altro con una parte superiore rettangolare. Questo piano era fiancheggiato da una coppia di volute doppie giganti.

### Interno
La chiesa era famosa per la sua pala d'altare, "Maddalena pentita" del Guercino, che si trova ai Musei vaticani. Mostra la santa che piange guardando uno dei chiodi usati nella crocifissione di Gesù che le sta mostrando un angelo. L'opera era in una cappella laterale, ma fu spostata sull'altare maggiore a metà del XVIII secolo. La pala d'altare precedente era una "Assunzione di Maria" del Morazzone, che finì per decorare la prima cappella a sinistra. Il Morazzone era anche l'autore del "Martirio di Santa Lucia" e della "Adorazione dei Magi", entrambi nell'abside.
La prima cappella a destra aveva una "Crocifissione" di Giacinto Brandi, che era anche responsabile della pala della cappella vicina sullo stesso lato. Nella terza cappella c'era una "Nostra Signora con i Santi" della scuola di Giulio Romano.
Le altre due cappelle a sinistra avevano un'opera di Sigismondo Rosa e una serie di Vespasiano Strada raffiguranti la " Natività", la "Visitazione" e la "Fuga in Egitto".